# Liste der Monuments historiques in Cormeilles-en-Vexin
Die Liste der Monuments historiques in Cormeilles-en-Vexin führt die Monuments historiques in der französischen Gemeinde Cormeilles-en-Vexin auf.

## Liste der Bauwerke
| Bezeichnung        | Beschreibung | Standort        | Kennzeichnung | Schutzstatus | Datum | Bild           |
| ------------------ | ------------ | --------------- | ------------- | ------------ | ----- | -------------- |
| Kirche St-Martin   |              | (Lage)          | PA00080034    | Classé       | 1911  | weitere Bilder |
| Monument Ecce Homo |              | Friedhof (Lage) | PA00080035    | Classé       | 1942  | weitere Bilder |

## Liste der Objekte
| Bezeichnung                                                                                                   | Beschreibung                                        | Standort                       | Kennzeichnung | Schutzstatus | Datum | Bild           |
| --- | --------------------------------------------------- | ------------------------------ | ------------- | ------------ | ----- | -------------- |
| Skulptur des heiligen Michael                                                                                 | Holz, bemalt, 16. Jahrhundert                       | in der Kirche St-Martin (Lage) | PM95000204    | Classé       | 1966  |                |
| Skulptur des heiligen Nikolaus                                                                                | Holz, polychrom gefasst, 16. Jahrhundert            | in der Kirche St-Martin (Lage) | PM95000202    | Classé       | 1963  |                |
| Möbel in der Sakristei                                                                                        | Eichenholz, erstes Viertel des 18. Jahrhunderts     | in der Kirche St-Martin (Lage) | PM95000821    | Classé       | 1994  |                |
| Skulptur: Saint Fiacre et la Becnaude                                                                         | Stein, 16. Jahrhundert                              | in der Kirche St-Martin (Lage) | PM95001405    | Inscrit      | 1987  |                |
| Drei Bas-Reliefs: Anbetung der Hirten, Anbetung der Heiligen Drei Könige und Jesus unter den Schriftgelehrten | Holz, 16. Jahrhundert                               | in der Kirche St-Martin (Lage) | PM95000199    | Classé       | 1915  |                |
| Skulpturengruppe: Der heilige Nikolaus teilt seinen Mantel mit einem Bettler                                  | Holz, polychrom gefasst, 17. Jahrhundert            | in der Kirche St-Martin (Lage) | PM95000203    | Classé       | 1963  |                |
| Ölgemälde des Hauptaltars: Anbetung der Hirten                                                                | Mitte des 18. Jahrhunderts                          | in der Kirche St-Martin (Lage) | PM95001120    | Classé       | 2009  |                |
| Grabdenkmal                                                                                                   | Bronze, Stein, 18. Jahrhundert                      | in der Kirche St-Martin (Lage) | PM95000200    | Classé       | 1919  |                |
| Skulptur Madonna mit Kind                                                                                     | Holz, polychrom gefasst, vergoldet; 14. Jahrhundert | in der Kirche St-Martin (Lage) | PM95000201    | Classé       | 1945  | weitere Bilder |
| Skulptur Madonna mit Kind                                                                                     | Holz, bemalt, 17. Jahrhundert                       | in der Kirche St-Martin (Lage) | PM95000205    | Classé       | 1966  |                |
| Skulptur des heiligen Joseph                                                                                  | Holz, bemalt, letztes Viertel des 17. Jahrhunderts  | in der Kirche St-Martin (Lage) | PM95001275    | Inscrit      | 2006  |                |